# ام‌وی فونچال
ام‌وی فونچال (به انگلیسی: MV Funchal) یک کشتی است که طول آن ۱۵۲٫۶ متر (۵۰۱ فوت) می‌باشد.